# Paraphlaeoba platyceps
Paraphlaeoba platyceps är en insektsart som beskrevs av Bolívar, I. 1902. Paraphlaeoba platyceps ingår i släktet Paraphlaeoba och familjen gräshoppor. Inga underarter finns listade i Catalogue of Life.